# Westeinderplassen
Le Westeinderplassen (« lacs de la limite Ouest ») est un complexe de lacs et d’îlots situé sur la commune d'Aalsmeer dans la province néerlandaise de Hollande-Septentrionale. Avec environ 10 km2, le Westeinderplassen représente le tiers de la superficie de la commune, et forme la plus grande étendue d'eau douce de la Randstad Holland.

## Généralités
Les rives du Westeinderplassen sont bordées par les villes de d'Aalsmeer, de Kudelstaart, de Leimuiden et de Rijsenhout.
Sa partie nord contient en particulier des centaines de petites îles séparées entre elles par des canaux. Beaucoup d'entre elles sont privés et ne sont accessibles que par bateau.
Du commerce se fait avec le Ringvaart relié au nord du lac principal.